# Tortoman
Tortoman község Constanța megyében, Dobrudzsában, Romániában. A hozzá tartozó település Dropia.

## Fekvése
Románia délkeleti részén található, Konstancától negyvenhét és Medgidiától tizenkét kilométerre, északnyugatra.

## Története
Első írásos említése az 1641-1642-es évekből való. Azon kevés számú települések közé tartozik, melyek megőrizték régi török elnevezésüket. A falu neve a török „torto” szóból ered, melynek jelentése olajfáklya. 1878-ban a terület román fennhatóság alá került, az itt élő törökök mellé az ezt követő években, 1880 és 1885 között, érkeztek az első román telepesek.

## Lakossága
A nemzetiségi megoszlás a következő:
| 2002      | 2002 | 2002   |
| --------- | ---- | ------ |
| Románok   | 1813 | 99,77% |
| Lipovánok | 4    | 0,22%  |
| Összesen  | 1817 | 100,0% |